# Elf-san wa Yaserarenai
Elf-san wa Yaserarenai (エルフさんは痩せられない。 Erufu-san wa Yaserarenai.?), conocida como Elfa a Dieta en español y Plus-Sized Elf en inglés, es una serie de manga escrita e ilustrada por el japonés Synecdoche. Originalmente se serializó en el sitio web Comic Gum de Wani Books desde diciembre de 2016 hasta mayo de 2021. Después de que expiró la licencia de Wani Books para la serie, se lanzó un manga continuación titulado Shin Elf-san wa Yaserarenai (新・エルフさんは痩せられない。 Shin Erufu-san wa Yaserarenai.?), y comenzó su serialización en la revista de manga seinen de Akita Shoten, Dokodemo Young Champion, en octubre de 2021. Una adaptación de la serie al anime de Elias se estrenó el 7 de julio de 2024.

## Argumento
Naoe Tomoatsu es un fisioterapeuta que trabaja en la clínica Smiley Boar, cuyo trabajo es ayudar a otras personas a bajar de peso. Un día, una misteriosa clienta llega a pedir ayuda para adelgazar. Naoe accidentalmente descubre por accidente que ella es una elfa llamada Elfuda, proveniente de un universo alterno donde habitan otros seres mágicos de distintas especies. Aburrida de los vegetales crudos que los elfos tradicionalmente comen, Elfuda escapa al mundo humano para degustar su comida, sintiéndose particularmente atraída por las papas fritas. Sin embargo, el portal que usó para llegar al mundo humano solo permite a sus usuarios volver al mundo mágico si conservan el mismo peso corporal de cuando entraron. Debido a su obsesión por las papas, Elfuda subió de peso, y necesita que alguien le ayude a adelgazar para regresar a casa. 
A partir de ahí, Naoe se ofrece a ayudar a Elfuda, pero su amor por las papas y falta de disciplina impiden que pueda bajar de peso, aun con la ayuda de su nuevo amigo humano, lo que desencadenará varias situaciones cómicas y raras en la vida de Naoe, quien recibirá a más y más seres mágicos como clientes que, al igual que Elfuda, quieren ponerse a dieta.

## Personajes
Tomoatsu Naoe (直江 友厚 Naoe Tomoatsu?)
 Seiyū: Takahide Ishii
Un fisioterapeuta que trabaja en la clínica Smiley Boar. Está a cargo de establecer tratamientos y planes de alimentación para los pacientes.
Akiho Ino (猪野 明穂 Ino Akiho?)
 Seiyū: Aya Uchida
La directora de Smiley Bore. Ella no sabe que los clientes de Tomoatsu no son humanos
Elfuda (絵留札 Erufuda?)
 Seiyū: Ayasa Itō
Una elfa de otro mundo que engordó por comer demasiadas papas fritas en el mundo humano y busca ayuda para perder peso para poder atravesar el portal de regreso a su mundo natal. Aunque al principio logra su objetivo, sigue fluctuando su peso en cada visita entre mundos.
Kuroeda (黒枝?)
 Seiyū: Rena Hasegawa
Una elfa oscura que trabaja en la tienda "11-Eleven". Le preocupa su gran trasero causado por largas horas de pie y falta de ejercicio.
Melo (米路 Mero?)
 Seiyū: Sora Tokui
Una sirena que trabaja en una pescadería. Puede mantener su forma humana mediante el uso de una medicina secreta. Sufre de brazos caídos debido a que no puede nadar debido a su apretada agenda de trabajo.
Kusahanada (草花田?)
 Seiyū: Miyu Kubota
Una mujer propietaria de una floristería. Normalmente tiene una flor grande en la parte superior de su cabeza, pero le preocupa el rápido crecimiento de dichas flores debido al clima excesivo y soleado. Sus pasatiempos son la jardinería y tomar el sol.
Oga (男鹿?)
 Seiyū: Ayaka Fukuhara
Una ogresa que engorda bebiendo excesivamente en el mundo humano. Normalmente, es una guerrera feroz, alta, musculosa y que lucha con fuerza bruta sin usar armas.
Raika (頼加?)
 Seiyū: Madoka Asahina
Una licántropa que puede cambiar entre una forma humana y otra de lobo. Aumentó de peso debido a las cantidades de comida que los humanos le daban, pensando que era un perro mascota debido a su apariencia. Es inocente y amigable, pero no se lleva bien con Elfuda.
Oku (奥?)
 Seiyū: Aya Uchida
Una orca que solía tener sobrepeso, pero que a través de una dieta que incluía nadar, ha logrado por sí sola una figura esbelta en el mundo humano. Sin embargo, cuando la piscina del gimnasio fue cerrada por reformas, volvió a tener sobrepeso.
Kobo (児穂?)
 Seiyū: Kotori Koiwai
Una kobold que adquiere mejillas flácidas al comer demasiados dulces obtenidos de niños en un parque público. Le gusta gastar bromas a otras personas.
Sateru (佐手呂?)
 Seiyū: Yuka Iguchi
Honeda (骨田?)
 Seiyū: Kaori Maeda
Gonda (含蛇?)
 Seiyū: Aino Shimada
Hitome (一目?)
 Seiyū: Mikoi Sasaki

## Contenido de la obra

### Manga
Elf-san wa Yaserarenai está escrita e ilustrada por Synecdoche. El manga fue publicado digitalmente por Wani Books en su sitio web Comic Gum desde diciembre de 2016 hasta mayo de 2021, en el capítulo 45 del manga, cuando terminó la licencia de Wani Books con la serie y Synecdoche se hizo cargo de la publicación de los capítulos 46 y 47 en Twitter, antes de anunciar una pausa hasta el otoño de 2021 para encontrar un nuevo editor. El 1 de septiembre de 2021, después de revelar que Akita Shoten asumiría el cargo de editor de la serie, Synecdoche finalizó el primer manga y comenzó una secuela titulada Shin Elf-san wa Yaserarenai (新・エルフさんは痩せられない。 Shin Erufu-san wa Yaserarenai.?), que continúa la historia. Se publicaron ocho volúmenes tankōbon del manga original del 26 de junio de 2017 al 18 de noviembre de 2021, que se reimprimieron del 20 de junio de 2022 al 20 de febrero de 2023. Hasta la fecha se han publicado cuatro volúmenes tankōbon de la secuela.
Seven Seas Entertainment adquirió la licencia de Elf-san wa Yaserarenai para su publicación en inglés en Norteamérica el 17 de noviembre de 2017. El 8 de marzo de 2023 adquirieron su secuela. Norma Editorial obtuvo la licencia del manga original en España.

#### Lista de volúmenes

##### Elf-san wa Yaserarenai
| Volúmenes de manga publicados | Volúmenes de manga publicados                                           | Volúmenes de manga publicados                                          |
| Número                        | Fecha de lanzamiento                                                    | ISBN                                                                   |
| ----------------------------- | ----------------------------------------------------------------------- | ---------------------------------------------------------------------- |
| 1                             | 26 de junio de 2017 (original) 20 de junio de 2022 (reimpresión)        | ISBN 978-4-8470-6801-0 (original) ISBN 978-4-2533-0612-6 (reimpresión) |
| 2                             | 25 de enero de 2018 (original) 20 de julio de 2022 (reimpresión)        | ISBN 978-4-8470-6811-9 (original) ISBN 978-4-2533-0613-3 (reimpresión) |
| 3                             | 25 de julio de 2018 (original) 19 de agosto de 2022 (reimpresión)       | ISBN 978-4-8470-6823-2 (original) ISBN 978-4-2533-0614-0 (reimpresión) |
| 4                             | 25 de febrero de 2019 (original) 20 de septiembre de 2022 (reimpresión) | ISBN 978-4-8470-6836-2 (original) ISBN 978-4-2533-0615-7 (reimpresión) |
| 5                             | 24 de agosto de 2019 (original) 20 de octubre de 2022 (reimpresión)     | ISBN 978-4-8470-6848-5 (original) ISBN 978-4-2533-0616-4 (reimpresión) |
| 6                             | 25 de marzo de 2020 (original) 20 de enero de 2023 (reimpresión)        | ISBN 978-4-8470-6853-9 (original) ISBN 978-4-2533-0617-1 (reimpresión) |
| 7                             | 24 de octubre de 2020 (original) 20 de febrero de 2023 (reimpresión)    | ISBN 978-4-8470-6857-7 (original) ISBN 978-4-2533-0618-8 (reimpresión) |
| 8                             | 18 de noviembre de 2021                                                 | ISBN 978-4-2533-0611-9                                                 |

##### Shin Elf-san wa Yaserarenai
| Volúmenes de manga publicados | Volúmenes de manga publicados | Volúmenes de manga publicados |
| Número                        | Fecha de lanzamiento          | ISBN                          |
| ----------------------------- | ----------------------------- | ----------------------------- |
| 1                             | 20 de junio de 2022           | ISBN 978-4-2533-0716-1        |
| 2                             | 20 de febrero de 2023         | ISBN 978-4-2533-0717-8        |
| 3                             | 18 de enero de 2024           | ISBN 978-4-2533-0718-5        |
| 4                             | 20 de agosto de 2024          | ISBN 978-4-2533-0719-2        |

### Anime
El 15 de enero de 2024 se anunció una adaptación de la serie al anime. La serie está producida por Elias y dirigida por Toshikatsu Tokoro, con guiones escritos por Yuki Takabayashi, personajes diseñados por Katsuyuki Satō y música compuesta por Cher Watanabe. Se estrenó el 7 de julio de 2024 en Tokyo MX y otras cadenas. El tema de apertura es «Fried☆Pride», interpretado por Real Akira Boyz, mientras que el tema de cierre es «Minna de Diet» (みんなDEダイエット Min'na de Daietto?), interpretado por el elenco de la serie. Sentai Filmworks obtuvo la licencia de la serie en América del Norte, Australia e islas británicas, y lo transmite en HIDIVE.